# Eivor Olerup
Eivor Ingegärd Olerup, ursprungligen Nilsson, född 9 juni 1919 i Gamlestaden, Göteborg, död 27 oktober 1997 i Saltsjöbaden, Nacka, var en svensk översättare. Tillsammans med Estrid Tenggren översatte hon bland annat Wole Soyinka, Nobelpristagare i litteratur 1986, till svenska.
1972 tog hon en Filosofie kandidat vid Lunds universitet. Tillsammans med sin make Harald Olerup fick hon en dotter, Agneta Olerup, som är professor i informatik vid Ekonomihögskolan vid Lunds universitet.
Eivor Olerup är gravsatt i minneslunden på Norra kyrkogården i Lund.

## Översättningar
- Soyinka, Wole (1977). Mannen dog: anteckningar från fängelset. Översättning:Olerup Eivor, Tenggren Estrid (1. uppl.). Lund: Cavefors. Libris 7402023. ISBN 91-504-0633-7
- Soyinka, Wole (1983). Laglöshetens tid. Översättning:Olerup Eivor, Tenggren Estrid. Stockholm: Wahlström & Widstrand. Libris 1515020
- Soyinka, Wole (1986). Röster ur förändringen: [roman]. Översättning:Olerup Eivor, Tenggren Estrid ([Ny utg.]). Stockholm: Wahlström & Widstrand. Libris 7281211. ISBN 9146153985